# Katherine David
Katherine David Céspedes (San Ignacio de Velasco, Bolivia; 22 de octubre de 1988) es una reina de belleza, administradora de empresas, modelo y empresaria boliviana. Fue la Miss Bolivia Universo 2007 y también se desempeñó como Subgobernadora de la Provincia José Miguel de Velasco desde el 2 de junio de 2021 hasta el 9 de junio de 2021 durante la gestión del Gobernador Luis Fernando Camacho Vaca.
Durante su carrera en el ámbito del modelaje, representó a su país en varios concursos de internacionales belleza, entre los más importantes que se pueden señalar son Miss Tourism Queen International 2008 y Miss Universo 2008, donde no pudo clasificarse.